# Марано
Марано (на италиански: Marano) е река в Сан Марино, община Фаетано и Италия, регион Емилия-Романя. Дължината ѝ е 29,6 km. Според дължината си само в Сан Марино тя е втората най-дълга в държавата. Части от нея играят ролята на източна граница между двете държави. Водосборният басейн на реката е 60 km².

## Географска характеристика
Марано тече в посока североизток. Има два притока. И двата се вливат в Марано като леви притоци още в Сан Марино. Те са:
- Кандо;
- Фиумичело.

### Начало
Реката извира от планината Гелфа на границата между Сан Марино и Италия (община Фаетано в Сан Марино и регион Марке, провинция Пезаро и Урбино в Италия).

### Път
Преминава през 1 община (на италиански: castello, букв. замък) в Сан Марино – Фаетано. Маркира границата между двете държави в продължение на 6 km, но принадлежи на Сан Марино, след което влиза в Италия. Там преминава през региона Емилия-Романя, провинция Римини, общини Монтескудо-Монте Коломбо, Кориано и Ричоне. 

### Устие
Влива се в Адриатическо море близо до градчето Ричоне в Италия в местността Спонтричоло.